# Nexon, Haute-Vienne
Nexon är en kommun i departementet Haute-Vienne i regionen Nouvelle-Aquitaine i västra Frankrike. Kommunen ligger i kantonen Nexon som tillhör arrondissementet Limoges. År 2022 hade Nexon 2 542 invånare.

## Befolkningsutveckling
Antalet invånare i kommunen Nexon
| Referens: INSEE |